# Newcastle (Austràlia)
Newcastle és la sisena ciutat més important d'Austràlia i la segona de l'estat de Nova Gal·les del Sud. Està situada a 160 km al nord de Sydney, a la desembocadura del riu Hunter. Segons el cens del 2001 l'àrea de Newcastle, que inclou les poblacions més properes, té una població de 470.610 habitants.
El seu port és molt important i és el major exportador de carbó del món.
A Newcastle abunden les activitats de platja, principalment surf, bodyboard i kitesurf. També és comú veure gent volant en ala delta i parapent. Les seves platges més importants són "Nobbys Beach", "Bar Beach", "Newcastle Beach" i "Merewether Beach". En aquestes dues últimes també hi ha els anomenats "Ocean Baths", que són piscines d'aigua salada construïdes a la vora del mar. Aquestes possibiliten nedar a l'aigua de l'oceà amb la tranquil·litat que no hi hagi onades, per cert molt fortes en el lloc. També hi ha una platja per a gossos anomenada "Horseshoe Beach" (platja ferradura) sobre el marge sud de la desembocadura del riu Hunter.

## Clima
Newcastle té un clima entre oceànic i subtropical humit com la majoria de les ciutats de la costa central de Nova Gal·les del Sud. Els estius són generalment calorosos i els hiverns suaus. La major quantitat de pluges es registra a finals de la tardor i a principis de l'hivern.